# John Harvey Kellogg
John Harvey Kellogg (Tyrone, 26 febbraio 1852 – Battle Creek, 14 dicembre 1943) è stato un medico statunitense.
Riformatore sanitario, fortemente ispirato dalla sua fede religiosa, Kellogg lavorò presso il Sanatorio di Battle Creek (Michigan), fondato da Ellen G. White, profeta sia della Chiesa cristiana avventista del settimo giorno sia degli Avventisti del settimo giorno del movimento di riforma. Kellogg era convinto che la principale causa delle malattie fosse la dieta a base di carne. Fu lui a sostenere e diffondere negli Stati Uniti d'America degli anni venti l'idea della necessità di ritornare a una dieta "completamente naturale" dal momento che, sosteneva, "i nostri più lontani antenati si cibavano esclusivamente di alimenti di origine vegetale".
Il motivo per cui Kellogg è universalmente ricordato è l'essere stato l'inventore dei corn flakes nel 1894, una ricetta vegetariana che nelle intenzioni dell'autore doveva fornire tutti i nutrienti necessari, i primi moderni cereali da colazione. Il fratello William, fondò la Kellogg's e li produsse a livello industriale.
Kellogg era anche un sostenitore dell'idroterapia, la sua versione di questa terapia ebbe, tra il 1840 e il 1870, grande successo, con circa 200 centri di cura aperti in tutti gli USA e molte pubblicazioni a essa dedicate, come The Water Cure Journal e The Hydropathic Review.

## Biografia

### Infanzia
Kellogg nasce il 26 febbraio 1852, in Tyrone Township, una comunità rurale all'interno della contea di Livingston, Michigan. È il secondogenito nato dal secondo matrimonio del padre, John Preston, un agricoltore, e Ann Janette Stanley, al tempo domestica della casa. Durante il suo primo anno di età, i suoi genitori si uniscono al movimento Avventista del Settimo Giorno, i due decidono di vendere la fattoria e di trasferirsi prima a Jackson, poi nel 1856 a Battle Creek, nel Michigan, la roccaforte dell'Avventismo mondiale, dove aprono una fabbrica di scope: all'età di 4 anni il piccolo John Harvey preferisce aiutare il padre nella fabbrica, piuttosto che giocare con i suoi coetanei.

### Formazione culturale
Il suo percorso di formazione culturale è stato alquanto anomalo. I genitori, a causa del loro credo religioso, ritengono che far studiare i figli sia inutile, giacché sono convinti della venuta imminente del Signore; aiutare il padre nella fabbrica, diventa così più importante della sua formazione scolastica. All'età di 9 anni frequenta poche settimane di scuola e queste bastano per far di lui un lettore instancabile.
Impaziente di diventare autosufficiente, a 11 anni John Harvey chiede al padre di lavorare a tempo pieno come impiegato all'interno della fabbrica, ricevendo un salario fisso di 2 dollari al giorno, per potergli ripagare vitto e alloggio.
Dopo meno di un anno però, lascia la fabbrica.
In questo periodo, James Springer White, leader della Chiesa Avventista, comincia a insegnargli l'attività di stampa. Poco dopo comincia a lavorare dapprima come garzone, poi come addetto alle pulizie e solo dopo come tipografo e correttore di bozze al giornale cittadino Review and Herald. Per quattro anni Kellogg veste i panni dell'apprendista nella casa editrice avventista.
Ellen G. White, moglie di J. White, profetessa riconosciuta della chiesa, comincia a pubblicare articoli sulla riforma sanitaria, che finiscono per monopolizzare le pagine del giornale. Grazie a questi John Harvey comincia ben presto a realizzare le prime riforme alimentari, concentrandosi su rimedi naturali, medicina preventiva e vegetarismo.

### Formazione medica
Pochi anni dopo, i coniugi White, vedendo in lui una grande energia, un genio per l'organizzazione, una mente acuta e curiosa, decidono di avviarlo verso la scuola medica. Dopo lo studio iniziale al Hygeio - Terapeutico collegio gestito dal pioniere riformatore della salute, Russell T. Trall di Firenze Heights, New Jersey - Kellogg intraprende per un periodo regolare di un anno lo studio presso la University of Michigan Medical School In seguito si trasferisce a Bellevue Hospital Medical College, poi riconosciuta come scuola di medicina leader della nazione, dove si laurea in medicina nel 1875. Nella tesi di laurea, dal titolo Che cos'è la malattia?, tenta di dimostrare che la maggior parte delle malattie, piuttosto che essere considerate come un nemico, devono essere pensate come avvertimenti utili del corpo, per tentare di correggere in tempo una qualunque funzione naturale che è diventata squilibrata.
Prosegue la sua formazione studiando in Europa dal 1883 al 1911. Prende molto dalle lezioni seguite dal professor Edward Hitchcock, docente di chimica all'Università di Amherst; dal professor Mussey, docente all'Università di Dartmouh; dal professor Alcott; dal riformatore Sylverster Graham. Apprende in questo modo i vantaggi dell'idroterapia, oltre che le controindicazioni dell'uso del tè e della carne.

### Medico e scrittore
Nel 1873, ancora studente, Kellogg diventa assistente capo della redazione, Adventist Health Reformer, di James White. L'anno successivo viene assunto come redattore, incarico che ha mantenuto per il resto della sua vita. Insieme con la pubblicazione di articoli ed editoriali in Health Reformer, il cui nome è cambiato poi in Good Health nel 1879, Kellogg comincia una carriera come scrittore, dedito alla propaganda della salute. Nel 1874 pubblica un libro di cucina e di una sana dieta per l'uomo. Pubblicato nel 1877, Plain Facts about Sexual Life (semplici fatti sulla vita sessuale) è stato il primo testo dove affronta direttamente il tema del sesso. Sono stati venduti oltre un milione e mezzo di copie. Qualche anno dopo, Kellogg, sempre sospettoso dell'uso dei farmaci tradizionali, sviluppa la sua teoria di idroterapia come una forma superiore di cure mediche. Nel 1901 pubblica Rational Hidroterapy, diventato in seguito un testo standard nel campo della medicina per diversi decenni. In tutto, Kellogg ha scritto oltre 50 libri e innumerevoli articoli.

### Sanatorio di Battle Creek
Dopo la laurea, Kellogg torna a Battle Creek e nel 1876, all'età di 24 anni, diviene il medico responsabile del Western Health Reform Institute, che i coniugi White e la chiesa avventista avevano fondato nel 1866, sulla base della riforma sanitaria di Ellen White.
Nel corso della sua carriera, effettua circa 22.000 operazioni, introduce importanti metodi antishock ed esercizi per prevenire le complicanze postoperatorie e raggiunge un record di 165 interventi chirurgici addominali senza mai fallire.
Kellogg rimane a contatto con l'istituto per 67 anni, ribattezzandolo con il nome di Battle Creek Sanitarium (o Sanatorio). Al termine Sanitarium Kellogg dà un nuovo significato: un luogo dove le persone imparano a stare bene (Schwartz 1970). Eliminando la carne dalla sala da pranzo del Sanatorio, egli sviluppa quindi i primi analoghi della carne americana (carne senza carne).
Battle Creek Sanitarium diventa la mecca dei cercatori di salute, un centro sociale.
Il sanatorio era fondato sui principi della Chiesa cristiana avventista del settimo giorno tra cui vi è il rispetto rigido di una dieta vegetariana. I membri di questo gruppo sperimentarono molti cereali diversi, tra cui grano, riso, avena e mais. Nel 1894 il dottor John Harvey Kellogg usò questa ricetta nella dieta vegetariana imposta ai suoi pazienti, che escludeva anche alcolici, tabacco e caffeina.
La dieta che imponeva era costituita da cibi insipidi: era infatti un sostenitore dell'astinenza sessuale e seguiva i precetti di Sylvester Graham che riteneva che i cibi dolci o piccanti potessero aumentare le passioni, mentre i corn flakes avrebbero avuto un effetto anti-afrodisiaco.

### Il matrimonio
Nel 1879 Kellogg sposa Ella Eaton, di Alfred Center, New York. Credendo che il sesso porti malattie, soprattutto negli uomini, Kellogg è determinato a vivere una vita simile a quella di un celibe. Infatti, nonostante fossero sposati i due non dormivano nella stessa camera da letto. Anche per questo non avevano figli naturali, bensì 42 bambini adottivi.

### L'invenzione dei cereali (Corn flakes)
Il dottor Kellogg sviluppa una colazione salutare per sostituire il prosciutto standard americano (o pancetta) e le uova. Egli considera i cereali come il cibo di base di una dieta salutare, pertanto li include nel menu della colazione. I primi cereali immessi sul mercato americano sono stati i Granula del Dr. James Caleb Jackson nel 1860. Circa 15 anni dopo, nel 1877, Kellogg sviluppa un prodotto simile, da una miscela di diversi cereali ben cotti, con il nome di Granola.
Il dottor Jackson aveva sviluppato un sostituto del caffè chiamato Somo; il dottor Kellogg ne sviluppa uno simile: Caramel Cereal Caffè, da una miscela di crusca arrosto e melassa (in seguito sviluppa anche altri sostitutivi del caffè). Nel 1890 il dottor Kellogg mette su The Battle Creek Sanitarium Food Company come una filiale di Battle Creek Sanitarium. Da questo momento in poi Battle Creek prende piede per diventare la capitale del mondo della colazione. Nel 1892 il Dr. Kellogg sviluppa quello che era probabilmente il primo burro di arachidi americano, aggiungendolo alla sua linea di prodotti. Al fratello minore, Will Keith Kellogg, si deve il merito di gran parte del lavoro nella distribuzione su larga scala. E ben presto questo porta a una spaccatura tra i due.

### Sorgono i conflitti
Will cerca modi per prendere il controllo della società. Si assicura un finanziamento da un ricco agente assicurativo di St. Louis e in silenzio comincia ad acquistare azioni. Nel 1906 ha il pieno controllo della società. I dissidi fin dall'inizio portano ad aspre battaglie giudiziarie e malumori tra loro: sono durati per tutta la loro vita.
Nonostante all'inizio gli avessero concesso il loro sostegno economico e morale, intorno al 1895, la Chiesa avventista e i coniugi White stessi, decidono di prendere le distanze dall'operato di Kellogg, accusandolo di non rispecchiare più quella che era la missione della Chiesa. La loro contestazione era rivolta anche alla politica adottata da Kellogg nell'ambito della sua professione, poiché egli aveva cominciato a rivolgere la sua attenzione di medico solo a una élite ristretta e facoltosa, respingendo quindi il paziente comune.

### Il Sanatorio chiude
Le tensioni raggiungono il picco nel 1907. Kellogg viene espulso dalla Chiesa avventista, la cui sede viene trasferita a Washington. Il Sanatorio continua a prosperare per tutto il 1920 e a ospitare circa 1.200 pazienti durante il suo picco. Tuttavia le finanze dell'istituto sono state sovra estese da un progetto di costruzione nel 1927. Con l'inizio della Grande depressione, della crisi del '29, il numero degli ospiti presso la struttura del Sanatorio si riduce notevolmente e nel 1942 Kellogg chiude le porte del Sanatorio, con 3 milioni di dollari di debito. Tuttavia, l'inesauribile Kellogg continua a perseguire nuovi progetti.
Purtroppo nel 1943 sviluppa una terribile bronchite acuta e muore di polmonite il 14 dicembre di quell'anno a Battle Creek, all'età di 91 anni.

## La teoria alimentare
Chiamando la sua teoria alimentare The Battle Creek Idea (l'Idea Battle Creek), Kellogg promuove una dieta priva di carne, uova, zucchero raffinato, alcool, tè, caffè, tabacco, cioccolato mentre, sia pure a malincuore, accetta l'uso di piccole quantità di latte e di formaggio appena fatto. Tuttavia, egli approva l'uso di yogurt e nel 1909 diventa uno dei primi promotori americani nella sua vendita e assunzione. Il suo regime di salute, che poi definisce "Biologic living", include l'esercizio fisico regolare, aria fresca e sole, corretta postura, abbigliamento sensibile e un apporto da otto a dieci bicchieri di acqua al giorno. Egli comincia a credere che clisteri giornalieri tenessero l'intestino pulito e libero da malattie. Pertanto, sulla base di ragioni sia scientifiche sia religiose, la dieta dovrebbe essere limitata a cereali, legumi e frutta.

## Scritti principali e riviste
Tra i suoi scritti più importanti:
- Semplici Fatti sulla Vita Sessuale[16]
- Le noccioline potrebbero salvare l'umanità[17]
- Regole per gli aiutanti[18]

La rivista più famosa era: Buona salute.
Il suo cavallo di battaglia era Matusalemme.

## Citazioni e omaggi
Nel 1993 T. Coraghessan Boyle ha scritto  Morti di salute, un romanzo ambientato nel sanatorio di Battle Creek, da cui poi è stato tratto il film omonimo.